# 文官
文官是不具軍人身分的官吏之統稱。因此負責政治以及行政事務的官員稱之為文官，相對詞為武官。
現代社會中，文官往往指透過考試或甄選而成的事務型公務員；相對於透過民眾選舉或者行政首長任命的政務官。
文官除了因為自願請辭，或犯罪、重大過失而去職以外，其任期、晉升、調動、退離待遇等事項通常由人事法規保障，不受選舉和政黨輪替所影響，享有穩定的工作權。而政務官基本上沒有固定的任期，通常隨聘用時間、政黨進退、政策變更、任務需要而去留。

## 各國文官
廣義的文官是指非軍人的公務員。
如中國在公務員架構中正廳級中央文官。

## 另見
- 武官，具軍人身分的官員
- 事務官
- 政務官